# 諾克斯維爾 (阿肯色州)
諾克斯維爾（英語：Knoxville）是一個位於美國阿肯色州約翰遜縣的城鎮。

## 地理
諾克斯維爾的座標為35°22′59″N 93°21′57″W / 35.38306°N 93.36583°W，而該地的平均海拔高度為120米（即394英尺）。

## 人口
根據2020年美國人口普查的數據，諾克斯維爾的面積為8.27平方千米，當中陸地面積為8.25平方千米，而水域面積為0.02平方千米。當地共有人口660人，而人口密度為每平方千米79人。